# Спирано
Спирано (итал. Spirano) је насеље у Италији у округу Бергамо, региону Ломбардија.
Према процени из 2011. у насељу је живело 5549 становника. Насеље се налази на надморској висини од 155 м.

## Становништво
Према резултатима пописа становништва 2011. у општини је живело 5.639 становника.
| 1931. | 1936. | 1951. | 1961. | 1971. | 1981. | 1991. | 2001. | 2011. |
| ----- | ----- | ----- | ----- | ----- | ----- | ----- | ----- | ----- |
| 2.729 | 2.714 | 3.176 | 3.173 | 3.479 | 3.807 | 4.079 | 4.419 | 5.639 |